# 阿龍希什
39°7′N 7°17′W / 39.117°N 7.283°W
阿龍希什（葡萄牙語：Arronches），是葡萄牙的城鎮，位於該國中部，由波塔萊格雷區負責管轄，始建於1255年，面積314.65平方公里，2011年人口3,165，人口密度每平方公里10.06人。